# 라트코 야네프

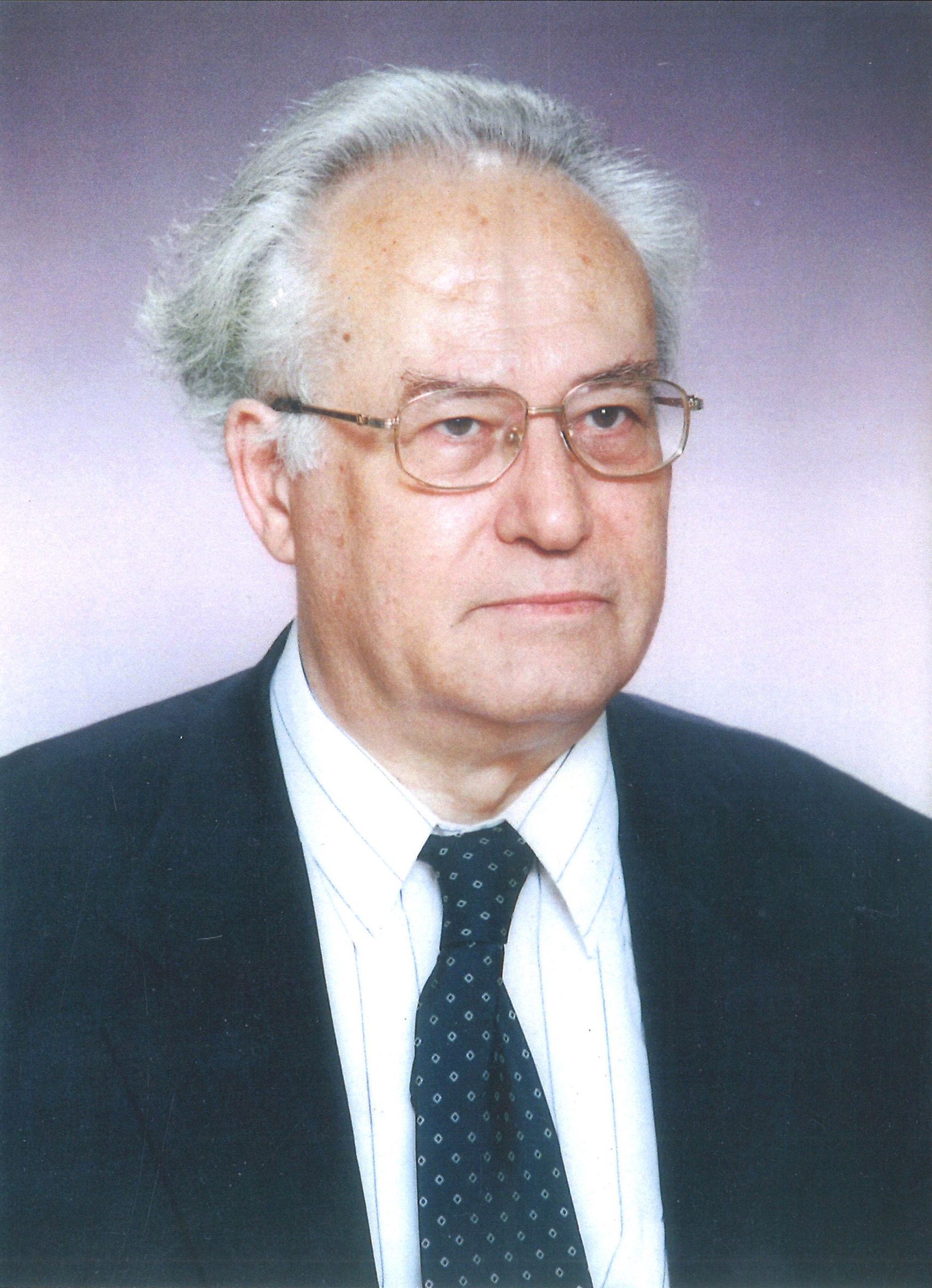
라트코 야네프

라트코 야네프(마케도니아어: Ратко Jанев, 1939년 3월 30일 ~ 2019년 12월 31일)는 유고슬라비아, 북마케도니아의 원자물리학자이자 북마케도니아 과학 예술 아카데미의 회원이다.

## 생애
라트코 야네프는 1939년 3월 30일에 불가리아의 스베티브라치(현재의 산단스키)에서 태어났다. 청년 시절에 유고슬라비아로 건너가서 1957년에 스코페 고등학교를 졸업했다. 베오그라드 대학교에 진학한 이후에 1968년에 박사 학위를 받았다. 1965년부터 세르비아 베오그라드 근교에 위치한 빈차 원자력 연구소에서 근무했고 1986년에는 오스트리아 빈에 위치한 국제 원자력 기구(IAEA) 본부에서 원자 및 분자 담당 부서의 책임자로 근무했다.
1972년에는 스코페 대학교 핵물리학 부교수, 베오그라드 대학교 이론물리학 교수로 채용되었고 2002년부터 2004년까지 독일 윌리히 연구 센터의 플라스마 물리학부에서 근무했다. 야네프는 북마케도니아 과학 예술 아카데미의 회원으로 활동했다. 2004년에는 윌리히 연구 센터와의 협력을 통해 핵융합의 저온 경계층 플라스마 이해에 관한 "융합의 경계·다이버터 플라스마 모델링 및 진단" 연구 프로젝트 진행에 관한 공로를 인정받아 알렉산더 폰 훔볼트 재단으로부터 연구상을 수상했다.

## 간행물
- S. B. Zhang, J. G. Wang, and R. K. Janev, Phys. Rev. Lett. 104, 023203 (2010).
- Y. K. Yang, Y. Wu, Y. Z. Qu, J. G. Wang, R. K. Janev, and S. B. Zhang, Phys. Lett. A 383, 1929 (2019).
- J. Li, S. B. Zhang, B. J. Ye, J. G. Wang, and R. K. Janev, Physics of Plasmas 23, 123511 (2016).
- R. K. Janev, S. B. Zhang, and J. G. Wang, Matter and Radiation at Extremes 1, 237 (2016).
- R. K. Janev, Atomic and molecular processes in fusion edge plasmas (Springer Science, 2013).
- S. L. Zeng, L. Liu, J. G. Wang, and R. K. Janev, Journal of Physics B-Atomic Molecular and Optical Physics 41, 135202 (2008).
- Y. Y. Qi, J. G. Wang, and R. K. Janev, Phys. Rev. A 78, 062511 (2008).
- (with L. Presnyakow and W.Schewelko): " Physics of highly charged ions", 1985
- (with Detlev Reiter): "Unified analytic representation of hydrocarbon impurity collision cross sections", in: Journal of Nuclear Materials, in 2003
- Atomic_and_plasma_material_interaction https://books.google.com/books/about/Atomic_and_plasma_material_interaction_p.html?id=rSNRAAAAMAAJ&redir_esc=y
- Collision Processes of Hydrocarbon Species in Hydrogen Plasmas https://www.amazon.co.uk/Collision-Processes-Hydrocarbon-Species-Hydrogen/dp/B0019T6NK2/ref=sr_1_2?s=books&ie=UTF8&qid=1349889726&sr=1-2

## 참고 문헌
- Enciklopedija Jugoslavije, 2nd Ed, Volume 5